# Economía ecológica
La economía ecológica (EE) es un campo interdisciplinario que estudia las interacciones entre los sistemas económicos y los ecosistemas, centrándose en la gestión sostenible y la valoración de la sostenibilidad. Esta es una subdisciplina de la economía, que integra conocimientos de la ecología y la biofísica para analizar cómo las actividades humanas afectan al medio ambiente y cómo los límites naturales condicionan el desarrollo económico y social.
A diferencia de la economía convencional, que suele priorizar el crecimiento económico, la economía ecológica pone énfasis en la sostenibilidad, entendida como la capacidad de la humanidad para vivir dentro de los límites ambientales del planeta. En este enfoque, se consideran conceptos como el metabolismo social, que describe el intercambio de materia, energía e información entre la sociedad y la naturaleza, así como la noción de entropía creciente en los sistemas naturales y económicos.
La economía ecológica aborda temas como la relación entre el crecimiento económico y los límites físicos y biológicos de los ecosistemas, las desigualdades sociales derivadas del uso de los recursos naturales y los impactos ambientales del consumo y la producción. Es un enfoque alternativo que integra variables ambientales y sociales en los modelos económicos, promoviendo sistemas de producción más sostenibles.
Este campo comparte intereses con disciplinas como la economía ambiental, la economía de los recursos naturales y la economía del cambio climático, pero se distingue por su perspectiva más amplia e integradora. También se le asocia con términos como "economía verde", "bioeconomía" o "enfoque ecointegrador", propuestos por autores como J.M. Naredo y Nicholas Georgescu-Roegen.

## Características
En resumen las ideas básicas de la EE son:
- La economía está incrustada en la naturaleza, existen límites al crecimiento material y problemas ambientales críticos.
- La escala de una actividad económica puede sobrepasar su tamaño sostenible afectando la resiliencia (ecología) y resiliencia económica.
- El trabajo transdisciplinar, el pluralismo y la visión holística del mundo son fundamentales para enfrentar los problemas ambientales.
- La naturaleza es el soporte vital de la humanidad, nos faltan conocimientos sobre la naturaleza y las relaciones entre las sociedades y su medio. Por ello existe incertidumbre respecto a las consecuencias de nuestras acciones, lo que a su vez supone adoptar principios precautorios y enfoques abiertos a la participación social ya que el conocimiento científico es insuficiente.
- La teoría de sistemas fue introducido por Kenneth Boulding para comprender la dinámica y evolución de los problemas de sistemas.
- Las cuestiones de equidad y distribución intergeneracional e intrageneracionales son fundamentales.
- La naturaleza tiene un valor por sí misma, independientemente de su uso o utilidad para los humanos.
- La economía está integrada en sistemas culturales y sociales más amplios de tal manera que naturaleza, economía y sociedad coevolucionan. Los aspectos sociales y culturales adquieren mucha importancia.

### Bioeconomía
La economía ecológica se considera un campo interno de la perspectiva teórica de la ciencia económica con cercanía a las ramas del conocimiento biológico, es decir, integra la Bioeconomia.
La Bioeconomía en su origen fue planteada con un énfasis asociado a la economía del comportamiento, fundada por economistas de la Escuela de Economía de Chicago como Gary Becker, Jack Hirshleifer y Gordon Tullock quienes presentaron ideas muy distintas. Consistentes en aplicar el análisis económico para explicar la conducta en temas sociales como el matrimonio, el crimen, racismo... hasta el comportamiento de otros seres vivos.
En 1975 Nicholas Georgescu-Roegen en el ensayo titulado “Energía y mitos Económicos” La esencia de su análisis es que el proceso económico no es un proceso aislado y autónomo, y no puede funcionar sin un intercambio continuo que altera el entorno de modo acumulativo, ni tampoco sin verse influido por esas alteraciones. Este análisis sirve de base para el surgimiento de la Bioeconomia o Economía Biológica que ofrece una nueva epistemología para investigar el sistema socioeconómico en asociación con el sistema biológico como un todo, y así estudiar las interacciones no lineales entre sus componentes y no solo entre las características de los componentes individuales.

### Estrategias verdes
Las estrategias verdes se refieren a iniciativas y políticas adoptadas por empresas, gobiernos e instituciones para reducir su impacto ambiental y promover prácticas amigables con el medio ambiente. Estas estrategias responden a la creciente demanda de prácticas responsables y al cumplimiento de normativas ambientales, además de generar valor compartido, es decir, beneficios tanto para las empresas como para la sociedad.
Dentro del contexto empresarial, las estrategias verdes se enfocan en la producción de bienes y servicios que reduzcan el consumo de recursos naturales y las emisiones contaminantes. Al mismo tiempo, fortalecen la competitividad al ofrecer productos más atractivos para consumidores sensibilizados con la sostenibilidad y permiten cumplir con normativas internacionales que exigen certificaciones ecológicas.Otro aspecto relevante es la integración de la sostenibilidad en las cadenas de suministro. Esta integración permite optimizar procesos logísticos, minimizar residuos y reducir el impacto ambiental en cada etapa de producción y distribución, y aumentar la resiliencia empresarial frente a los cambios del mercado o las regulaciones ambientales. Las empresas que adoptan este enfoque logran ser más ágiles y sostenibles, garantizando un desempeño alineado con los estándares ecológicos contemporáneos.
Estas estrategias también juegan un papel fundamental para enfrentar desafíos globales como el cambio climático, la pobreza y el acceso al agua limpia. Entre las técnicas más relevantes se encuentran la reducción de patrones de consumo, la inversión en energías renovables y el aumento de las tasas de reciclaje. Estas prácticas no solo mejoran la eficiencia de los procesos empresariales, sino que también contribuyen a reducir los impactos negativos a largo plazo sobre el medio ambiente. La adopción de estas medidas es esencial para lograr un equilibrio entre el crecimiento económico y la protección ambiental, generando impactos positivos tanto para las generaciones actuales como futuras.
Una herramienta relevante en la implementación de estrategias verdes es la Producción Más Limpia (PML), definida por el Programa de Naciones Unidas para el Medio Ambiente como la “aplicación continua de una estrategia ambiental preventiva integrada a procesos, productos y servicios para mejorar la eficiencia y reducir riesgos para las personas y el medio ambiente”. La PML implica, entre otros, la sustitución de materiales contaminantes por insumos más sostenibles, la reducción de desechos durante el ciclo de vida del producto y la optimización del uso de recursos naturales.
Adoptar estrategias verdes no está exento de desafíos, pues implica gestionar costos de implementación, recursos limitados y la necesidad de innovación continua. Sin embargo, las empresas que alinean su modelo de negocio con una planificación estratégica sostenible pueden obtener ventajas significativas, como la reducción de costos, una mejora de su reputación y un mayor compromiso con los grupos de interés. En este contexto, las inversiones en energía renovable y eficiencia energética contribuyen no solo a la competitividad empresarial, sino también a la mitigación del cambio climático y la preservación del medio ambiente.

### Empleo verde
La expresión trabajador de cuello verde (traducción literal de la misma en inglés, green-collar worker) hace referencia al trabajador dedicado a los sectores de la economía sostenible.

## Diferencias con la teoría económica convencional

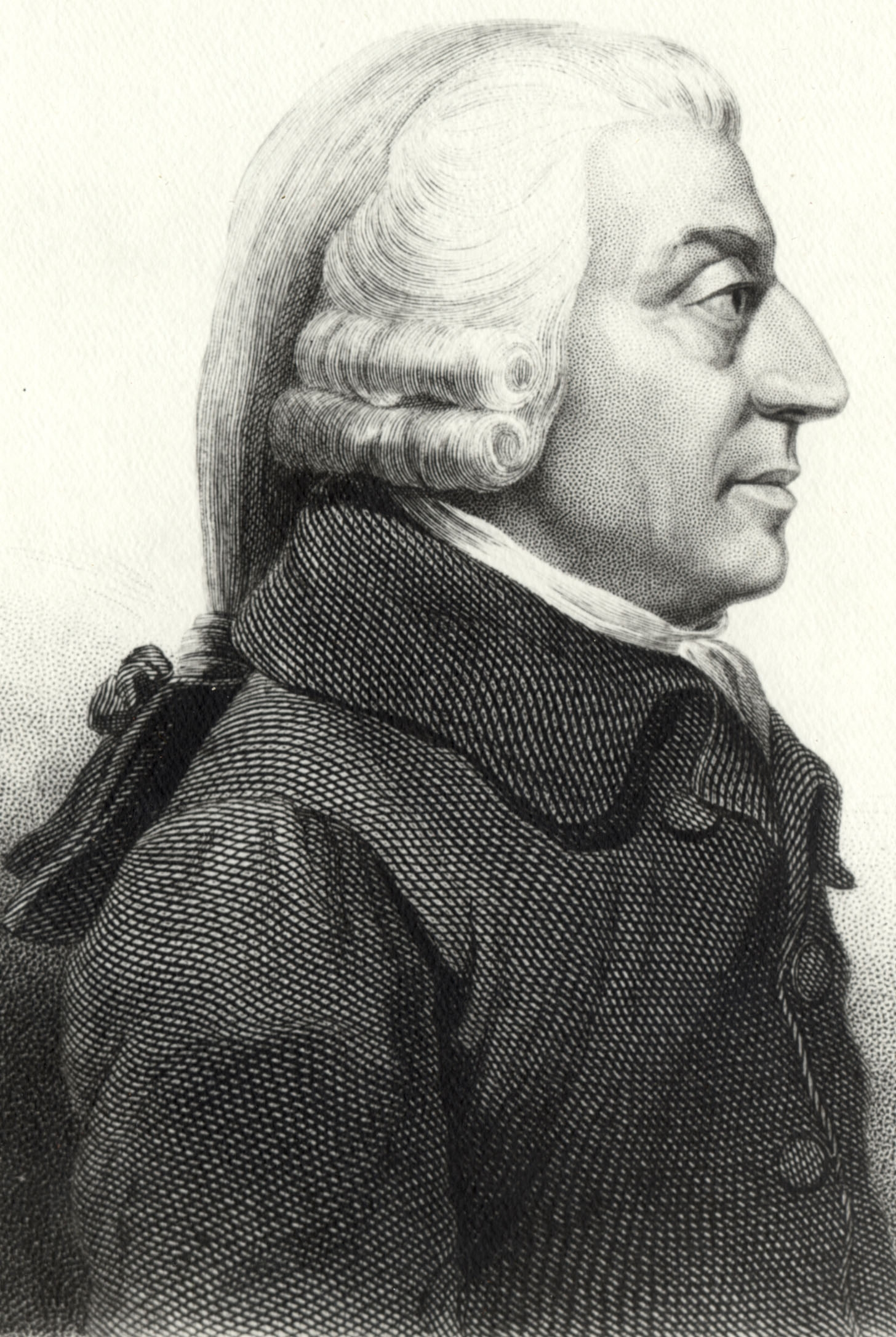
Adam Smith, uno de los economistas que simbolizan la economía convencional.

La economía ecológica (EE) tiene un enfoque distinto al racionalismo (útil hasta cierto punto) y analítico enfoque de la economía convencional (la economía separada de la biología, separadas de la física...), pues considera a la economía como un subconjunto de la sociedad y ésta de la biosfera. Este cambio de visión tiene profundas implicaciones. Así la EE incorpora conocimientos de diferentes ciencias incluyendo la ecología ya que estudia los flujos de materia y energía de la vida sobre la Tierra, y la economía está incluida en este sistema. Se estudia la economía como un objeto natural y social. Una descripción extensa de las diferencias según Aguilera Klink, aquí:
A la cabeza de las críticas a la actual teoría económica por los economistas ecológicos se encuentra su aproximación a las interacciones entre la naturaleza y la sociedad. La sustituibilidad de los recursos agotables: Los análisis desde el punto de vista de la economía convencional minusvaloran el capital natural, en el sentido de que es tratado como un factor de producción intercambiable o sustituible por trabajo y tecnología (capital humano).
Desde la economía ecológica se argumenta que el capital humano y el capital manufacturado son complementarios al capital natural, y no intercambiables, ya que el capital humano y el capital fabricado derivan inevitablemente del capital natural de una u otra forma. La economía ecológica estudia de qué manera el crecimiento económico está relacionado con el aumento en la explotación de insumos materiales y energéticos.
Los economistas ecológicos afirman que una gran parte de lo importante en el bienestar humano no es analizable desde un punto de vista estrictamente económico, sugiriendo la transdisciplinariedad de las ciencias sociales y naturales como un medio para abordar el estudio del bienestar económico y su dependencia de los servicios que proporciona la naturaleza.
En la EE se discute sobre indicadores de sostenibilidad, la validez de la curva ambiental de Kuznets, la paradoja de Jevons, el efecto rebote de las estrategias de suficiencia, la hipótesis de la desmaterialización de la economía, huella ecológica, inputs directos y ocultos de materiales , tamaño de la economía y límites al crecimiento económico , la medida del bienestar, estado estacionario, ecologismo de los pobres (activismo de personas amenazadas por la destrucción de recursos y servicios ambientales que necesitan para vivir), ecología política, los trabajos no remunerados, distribución justa de la renta (la distribución precede a la producción), sostenibilidad fuerte frente a sostenibilidad débil, deuda ecológica, coevolución de sistemas ecológicos y económicos, biodiversidad, limitaciones de la tasa de descuento, relación de los derechos de propiedad y la gestión de recursos naturales, instrumentos de política ambiental, la justicia ambiental, y el metabolismo social entre otros temas. La economía ecológica critica también la contabilidad macroeconómica, proponiendo en cambio un conjunto de indicadores físicos y sociales, además de los monetarios.
Preocupación por su modularidad disciplinaria: Un aspecto relacionado con la relativa debilidad política e institucional de la EE es el riesgo de subordinación a la economía ambiental y de los recursos naturales, como propuso abiertamente David Pearce en la conferencia inaugural de la ESEE en 1996 y que fue muy criticado.  (enlace roto disponible en Internet Archive; véase el historial, la primera versión y la última)..

### Diferencias de la Economía ecológica con la Economía ambiental y la Economía de los recursos naturales

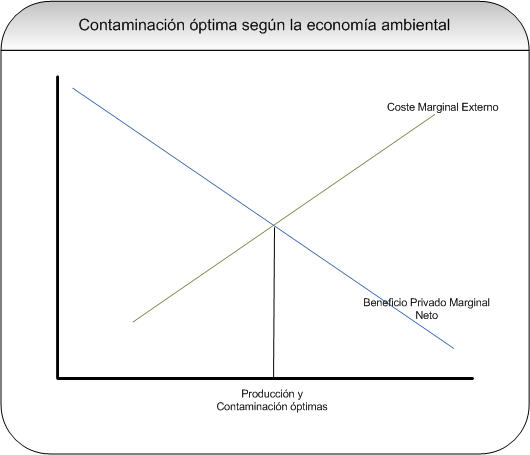
Cálculo de la contaminación y producción óptimas mediante funciones de beneficio y coste.

La Economía ambiental y la Economía de recursos naturales son subdisciplinas de la economía centradas en la asignación óptima de los recursos y la contaminación. Pero, según la EE, ignoran cuestiones como el funcionamiento de los ecosistemas y las cargas ambientales en la sociedad.
La economía ambiental, se refiere a la forma en que los residuos son dispuestos y la calidad resultante de la atmósfera, la hidrosfera, la biosfera y la pedosfera como receptores de residuos. Además, la economía ambiental (EA) se relaciona con la contaminación ambiental y conservación de los ecosistemas y la biodiversidad.
La economía de recursos naturales (ERN), por otra parte, se define como el estudio de la forma en que la sociedad asigna recursos naturales escasos, en términos monetarios respecto a fines medidos también en dinero (precios), tales como reservas pesqueras, plantaciones de árboles, agua dulce y petróleo, que según la economía convencional son inagotables o sustituibles.
Así el programa de investigación de la EE se diferencia en que su concepto de sostenibilidad ecológica es diferente del de sostenibilidad económica de la EA-ERN. Incluye la dinámica de sistemas y el efecto umbral frente a la fijación en el equilibrio de la economía neoclásica. La ERN se centra en un recurso aisladamente de su ecosistema. Y los precios de mercado no indican si un sistema está sobrepasando los límites de su capacidad para recuperarse. Sorprendentemente en la revista de la ISEE hay más artículos desde la perspectiva de la EA-ERN que de la EE.
En cambio, en la EE el funcionamiento de las economías y la gestión de recursos y residuos se analizan directamente mediante conceptos y métodos tomados de la Física (la termodinámica explicaría por qué no podemos usar una y otra vez el mismo trozo de carbón para encender el fuego o el calor del mar para propulsar los barcos), biología (conocimiento de los ecosistemas que nos proporcionan sustento vital, recursos o reciben residuos), geología (los yacimientos minerales son rarezas de la corteza terrestre, que se generan y se destruyen una y otra vez), antropología y sociología (análisis de balances energéticos y de otras sociedades e instituciones), Ecología Industrial (la ecología como marco y modelo para la industria) y también, de modo subsidiario y limitado, en términos monetarios. Ejemplos:  (enlace roto disponible en Internet Archive; véase el historial, la primera versión y la última)., 
La diferencia tajante entre EE, EA y ERN es principalmente de tipo conceptual, en la práctica los autores y teorías se solapan e interrelacionan tal y como puede comprobarse por algunos artículos publicados en la revista Ecological Economics. Por ejemplo el número de febrero de 2008, en el que se pueden encontrar artículos relacionados con la EA (Contingent valuation: A new perspective), con la ERN (Reconciling economic and biological modeling of migratory fish stocks: Optimal management of the Atlantic salmon fishery in the Baltic Sea) y más propios de la EE (Ecological footprint accounting in the life cycle assessment of products).

### Valoración monetaria frente a inconmensurabilidad de valores
Sin embargo para la EA-ERN, en el caso de la introducción de impuestos sobre la contaminación (la negociación coasiana se comenta más abajo), la clave reside en la posibilidad de obtener en términos monetarios (valoración económica) la función de costes marginales externos mediante técnicas como la valoración contingente , método del coste del viaje y otros. La valoración monetaria se considera reflejo de las preferencias individuales, «lo que la gente quiere» es lo que está dispuesta a pagar. Y los precios de mercado son la guía. Formalmente el beneficio marginal ha de igualarse al coste marginal de proporcionar ese beneficio. Para ello se usa el cálculo por lo que ha de reducirse el problema a la optimización matemática ya sea maximización o minimización.
Lo que es ajeno, según la EE, a la complejidad de la mayoría de los problemas que pretende afrontar en los que no hay precios, mercados, propiedad, los afectados pueden no existir aún, ignorarlo o ser muy numerosos; los efectos son desconocidos o complejos, por ejemplo la crisis de las migraciones animales  Además, lo que una persona esté dispuesta a pagar depende de su renta (los pobres padecen mayores daños ambientales que los ricos) y la teoría neoclásica fracasa pues afirma que la predisposición a pagar (variación equivalente del ingreso) para evitar un daño (por ejemplo la incineración de residuos cerca de su casa) ha de ser similar a la predisposición a aceptar una compensación (variación compensatoria del ingreso). Pero en la realidad no ocurre así.
En todo caso el óptimo obtenido no tiene por qué ser asimilable por los ecosistemas o aceptado por la sociedad, solo se podría aproximar, con graves incertidumbres y enorme complejidad en la mayoría de los casos, usando las ciencias de la tierra. ¿Cuál es la curva de costes en el caso de los residuos nucleares? ¿O de Chernobyl? Sobre análisis coste beneficio (ACB) Archivado el 28 de julio de 2013 en Wayback Machine.
Se trata, según la EE, de planteamientos discutibles: En 1991, el economista jefe del Banco Mundial fue el centro de una polémica al filtrarse (Let them eat pollution, The economist) un memorándum interno sobre la exportación de residuos a países del Tercer Mundo, dado que la esperanza de vida era menor y las rentas que percibían más bajas que las de los ciudadanos occidentales, económicamente era más acertado exportar la contaminación a estos países, se cuantificó el precio de sus vidas en una décima parte de la de un occidental, diferencia que aumentó en una revisión posterior . Es un ejemplo de conflictos distributivos ambientales uno de los temas cubiertos por la ecología política que la relaciona con la EE pues el tipo de uso de los recursos y sumideros ambientales depende de las relaciones de poder y la distribución del ingreso.
Son el resultado de que la teoría económica clasificó como bienes libres (bien no económico, sin escasez), gratuitos e sobreabundantes, a los recursos naturales y como externalidad negativa a los residuos. Por tanto ajenos, al menos directamente a su campo de estudio: el bien económico con valor de cambio, aquellos que son productibles, apropiables, valorables e intercambiables en mercados, como sintetizó Léon Walras.

### Distintos lenguajes de valoración
Desarrollo de métodos de evaluación multicriterio desarrollado por G Munda (1970) que admiten una comparabilidad débil de valores, distintos de la comparabilidad fuerte del análisis coste-beneficio, basados en un proceso participativo de todos los agentes implicados en un problema o proyecto de inversión, como herramientas para contribuir a la toma de decisiones de acuerdo con la llamada democracia deliberativa en un contexto de múltiples valores o criterios.
Los valores monetarios (pecuniario) que los economistas asignan a las externalidades negativas o servicios ambientales son el fruto de decisiones políticas, la distribución de la propiedad, el dinero y el poder.
La EE no abandona la utilización de elementos monetarios, sino que los relativiza: pierden su posición de privilegio y exclusividad dentro de una nueva visión, pues hay muchos tipos de mercados según las reglas institucionales que los regulen.
Los economistas ecológicos, participan en la discusión de la pertinencia de procedimientos para atribuir valores monetarios a los servicios y daños ambientales y la corrección de la contabilidad macroeconómica pero su eje principal es el desarrollo de índices físicos de (in)sostenibilidad. Los índices de impacto ambiental usados más frecuentemente son el índice de huella ecológica (Wachernagel y Rees, 1996), apropiación humana de la producción primaria neta (Vitousek, 1986), Input material por unidad de Servicio (Wuppertal Institute), Indicadores de flujo de materiales (Wuppertal Institute y Faculty for Interdisciplinary Studies), huella hídrica agrícola y agua virtual (UNESCO-Institute for water education), los balances energéticos de las actividades económicas y el análisis integrado multiescalar del metabolismo social (Giampietro 2003).

## Génesis de la economía ecológica

### Precursores tempranos
Los precursores intelectuales de la economía ecológica pueden rastrearse en gran parte en autores que no eran economistas sino físicos, biólogos o químicos como Sadi Carnot, Rudolf Clausius, Leopold Pfaundler, Patrick Geddes, Sergei A. Podolinsky, Popper-Lynkeus, Frederick Soddy. Sus teorías no fueron tomadas en consideración por la economía convencional que se ocupa sobre la asignación y gestión de recursos escasos, según la definición del economista Lionel Robbins.
Dentro de la ciencia económica, en el siglo XVIII los fisiócratas (fisiocracia significa gobierno de la naturaleza) como François Quesnay plantearon que las sociedades civiles debían ser un espejo del orden natural, como un movimiento de naturalismo, sin embargo un mal gobierno o grupos influyentes podían trastocar la relación. Pero para apuntalar sus teorías, que contenían otros importantes elementos que pasaron a la economía clásica, aún no se habían desarrollado los conocimientos necesarios, como los relacionados con la termodinámica o la biología.

### Precursores
El origen de la economía ecológica como un campo específico per se se atribuye a economistas como Nicholas Georgescu-Roegen, Kenneth Boulding, Karl William Kapp, Robert Ayres. Fueron influenciados por los trabajos de biólogos como Alfred J. Lotka (quién introdujo la importante distinción entre uso endosomático y exosomático de la energía), Holling, Eugene y Howard T. Odum.
Kapp trató el tema de los costes sociales que incluye las consecuencias negativas y daños que resultan de las actividades productivas y que recaen sobre otras personas o la sociedad pero de las que los empresarios no se consideran responsables. Apropiándose de este modo de una parte del producto nacional mayor de la que les corresponde y así reducir el precio para los consumidores.
Boulding publicó en 1966 un artículo titulado The economics of the coming spaceship earth que popularizó la metáfora, aplicada a toda la humanidad pero de profunda inspiración norteamericana, de la transición de un mundo sin límites propia del pionero del oeste (cowboy economy) a uno limitado como una nave espacial (spaceship economy) reflejando el necesario tránsito a realizar hacia una economía de equilibrio, no expansiva.

Quienquiera crea que el crecimiento exponencial puede proseguir para siempre en un mundo finito es un loco o un economista.
Anyone who believes exponential growth can go on forever in a finite world is either a madman or an economist.

Georgescu-Roegen, que realizó importantes aportaciones a la economía convencional antes de convertirse en un economista disidente, caracteriza el proceso económico, desde un punto de vista físico, como la transformación inevitable de baja entropía o recursos naturales, en alta entropía o residuos.
De aquí el recurso a la termodinámica de Georgescu-Roegen. Hay dos fuentes de baja entropía: los limitados stocks (que incluye entre los flujos) de materiales (minerales) de la corteza terrestre y el, inagotable a escala humana, flujo de energía solar.
Frente a la analogía mecánica de la economía convencional Georgescu-Roegen describe el proceso económico como interrelacionado y sujeto a cambio cualitativo. El tiempo se introduce en el proceso productivo mediante su concepto de fondo. Otro aspecto de su obra es el enjuiciamiento de los dogmas energéticos pues afirmó la imposibilidad del reciclaje perpetuo y rechazó una teoría del valor basado en la energía según la cual los precios de las mercancías corresponden a su contenido energético.
| Elementos | Nombre | Principal obra                                      | Aporte resumido                                              |
| --- | --- | --------------------------------------------------- | ------------------------------------------------------------ |
| *Economía energética (entropía en el proceso económico). *Sumar los procesos ecológicos en la valoración ambiental. •Sus desarrollos teóricos tuvieron como heredero/sucesor teórico a Herman Daly, quien ha expandido está línea de investigación, realizando una síntesis de la aplicación de los conceptos de capital e ingresos a los recursos y el medio ambiente, las leyes de la termodinámica y las ideas de la ecología, aunque discrepaban en las vías de sostenibilidad. | Nicholas Georgescu-Roegen Datos Nace el 21 de julio de 1938 y fallece el 30 de octubre de 1994, 56 años. •Licenciado en Matemáticas en Bucarest (1926), con Traian Lalescu como mentor. •Doctor en estadística con honores en Sorbona (1930), teniendo como supervisor doctoral a Émile Borel Realizó un posdoctorado de investigación en el College de Londres, con supervisión de Karl Pearson •Fue profesor en la Universidad de Bucarest, realizó una estancia universitaria en Harvard (1934-36), por una beca de investigación de la Fundación Rockefeller, donde fue aprendiz de Schumpeter, regresando posteriormente a Bucarest (1936-48), donde también fue funcionario del gobierno bajo varios cargos, para finalmente exiliarse en EE. UU., integrándose a Vanderbilt (1950-76). •Tuvo un giro académico de potenciar el núcleo teórico de la economía, a ser un reconocido disidente (un desacuerdo parcial hacia una aproximación teórica a la termodinámica y la biología). •Beca Guggenheim (1958), Miembro Distinguido de la Asociación Económica Estadounidense (AEA) en 1971. | La Ley de la Entropía y el Proceso Económico (1971) | ¨Exploró integrar la termodinámica en el análisis económico¨ |

### Economía ecológica moderna
| Elementos | Nombre | Principal obra | Aporte resumido                           |
| --- | --- | --- | ----------------------------------------- |
| *Cambio el paradigma de la sustituibilidad de los recursos agotables por la sustituibilidad limitada de factores. *Sumar los procesos ecológicos en la valoración ambiental. *Realizó avances en Economía de recursos naturales. *Considerado el padre del movimiento moderno a desarrollar la contabilidad medioambiental y estimaciones del capital natural. *Introdujo el análisis no convexo en la Economía ecológica. *Integró la economía del medio ambiente y el desarrollo. *(economía ecológica normativa) Abordó dilemas morales asociados a la economía ecológica. | Sir Partha Dasgupta Datos •17 de noviembre de 1942 (82 años) •Licenciatura en Física (1962), Delhi (B.Sc. Hons.) •Licenciatura en Matemáticas (1965), Cambridge (B.A. Hons.) •Doctor en Economía (1968), Cambridge, teniendo como supervisor doctoral a James Mirrlees. •Fue prof. de economía del LSE (1971-84), prof. de economía, prof. de filosofía y director del Programa de Ética en la Sociedad en Stanford (1989-92), fue presidente del Consejo (Asesor Científico) del Beijer Institute of Ecological Economics (1991-97) y prof. de economía de Cambridge (1985-2010), donde fue presidente de la Facultad de Economía (1997-2001). •Prof. de Economía Ambiental y del Desarrollo e Investigador Sénior en el Sustainable Consumption en la Mánchester desde 2008. •Director del Centro Darwin-Hamied para la Biodiversidad y la Demografía en el Christ's College de Cambridge desde 2025. •Prof. Emérito Frank Ramsey de Economía en Cambridge desde 2010. •Premio Volvo al Medio Ambiente (2002), Premio Galbraith de la AAEA (2007), Premio Zayed a la Sostenibilidad (2011), Premio Planeta Azul (2015), Tyler Prize for Environmental Achievement (2016), Medalla Internacional de Kew (2021) del Kew Gardens y el Premio Fundación BBVA Fronteras del Conocimiento en Economía, Finanzas y Gestión de Empresas (2023). | •"El agotamiento óptimo de los recursos agotables" (1974) *La economía de la biodiversidad: Informe Dasgupta (2021) | ¨Reconciliar la economía con la ecología¨ |

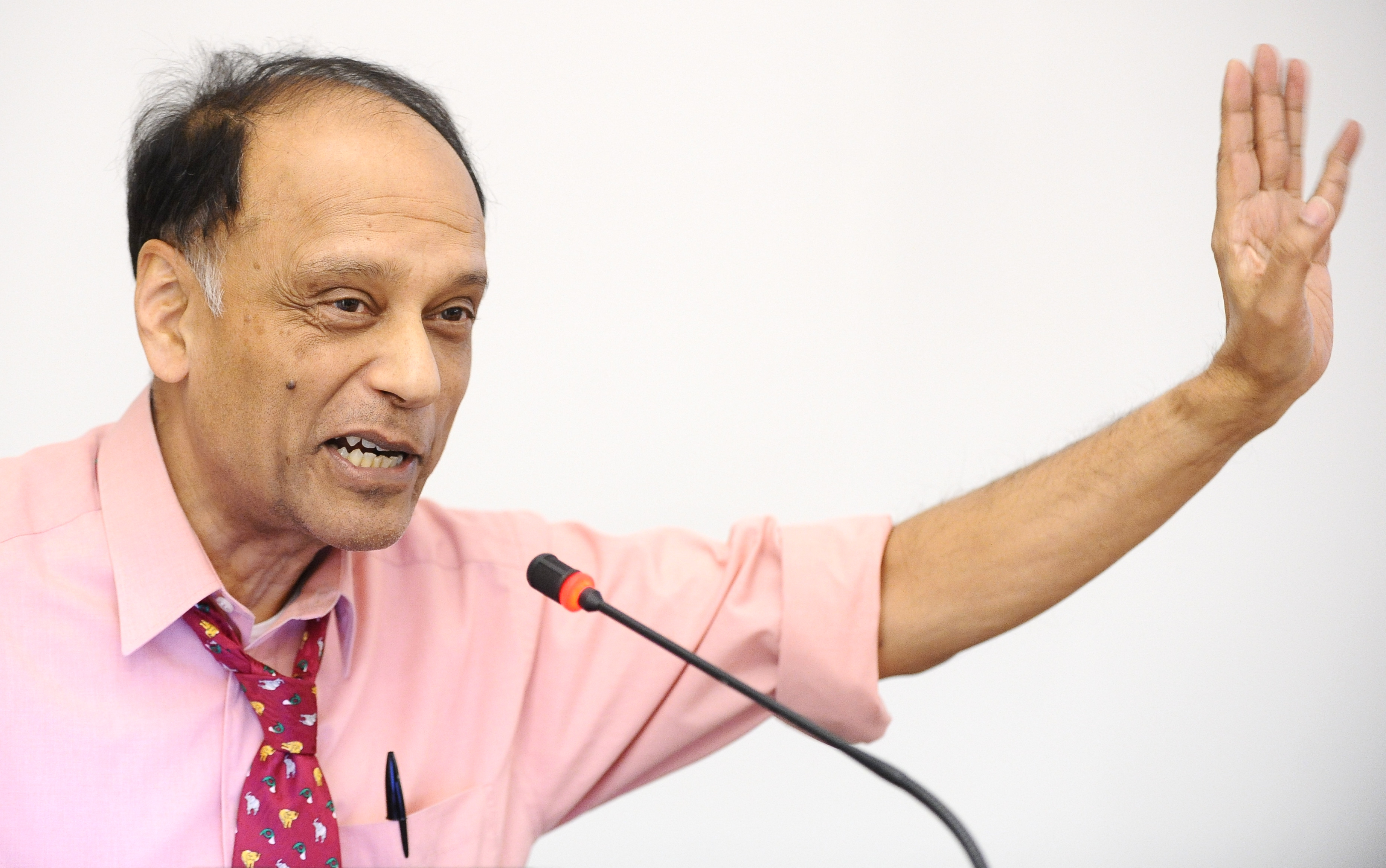
Lectio Magistralis, conferencia impartida por Sir Partha Dasgupta. Facultad de Economía, Universidad de Trento

| Elementos                                                                      | Nombre | Principal obra | Aporte resumido                                                               |
| ------------------------------------------------------------------------------ | --- | --- | ----------------------------------------------------------------------------- |
| •Primera estimación global del valor económico de los servicios ecosistémicos. | Robert Costanza Datos •14 de septiembre de 1950 (74 años) •Licenciado en Arquitectura (1973), en Florida (B.A.). •Maestría de Arquitectura, en Planificación Urbana y Regional (1974), en Florida (M.A.). •Doctor en Ecología de Sistemas e Ingeniería Ecológica (1979), en Florida. | •"El valor de los servicios ecosistémicos y el capital natural del mundo" "Introducción a la economía ecológica" (1997; con Herman Daly y Richard B. Norgaard).       | Impulso la literatura de valoración económica de los servicios ecosistémicos. |
| Síntesis de la relación entre economía ecológica y la termodinámica.           | Herman Daly Datos • Nace el 21 de julio de 1938 y fallece el 28 de octubre de 2022, 84 años. •Lic. en Economía Rice (1960) •Doctor en Economía en Vanderbilt (1967) | •"Más allá del crecimiento: la economía del desarrollo sostenible" (1996) •"Economía ecológica: principios y aplicaciones" (con Joshua Farley) (1st: 2003, 2st: 2010) | "Innovadora síntesis de la relación entre economía, ecología y ética"         |

## Revistas especializadas
En 1987 se celebró en la UAB de Barcelona  una reunión de economistas, biólogos y físicos tanto europeos como norteamericanos, organizada por Joan Martínez Alier (investigador que ha estudiado y divulgado la inconmensurabilidad de valores, el ecologismo de los pobres, los conflictos distributivos ecológicos como la destrucción del manglar para la producción de camarón  y la historia de la EE), que es considerada por muchos como clave en la decisión de publicar una revista sobre EE (actualmente Ecological Economics. The transdisciplinary journal of the international society for ecological economics) con la editorial Elsevier, gracias a los esfuerzos de Herman Daly, Ann Mari Jansson y Robert Costanza. La editorial recomendó que se crease una sociedad para apoyarla, que fue fundada en 1988 naciendo la Sociedad Internacional de Economía Ecológica (ISEE). Su primer presidente fue Robert Costanza y el primer número de Ecological Economics se publicó en febrero de 1989.
En castellano existen la Revista Iberoamericana de Economía Ecológica (REVIBEC) y Ecología Política, así como la Red de Economía Ecológica Española . Los economistas ecológicos más conocidos en España y América Latina son Manfred Max-Neef, Joan Martínez Alier y José Manuel Naredo.

## Asociaciones económicas
Asociaciones relacionadas:
- European Association for Evolutionary Political Economy (EAEPE)
- European Association of Environmental and Resource Economists (EAERE)
- Association of Environmental and Resource Economists (AERE)
- Association for Social Economics (ASE)
- Society for the Advancement of Socio-Economics (SASE)
- Association for Evolutionary Economics (AFEE)

## Un poco de historia

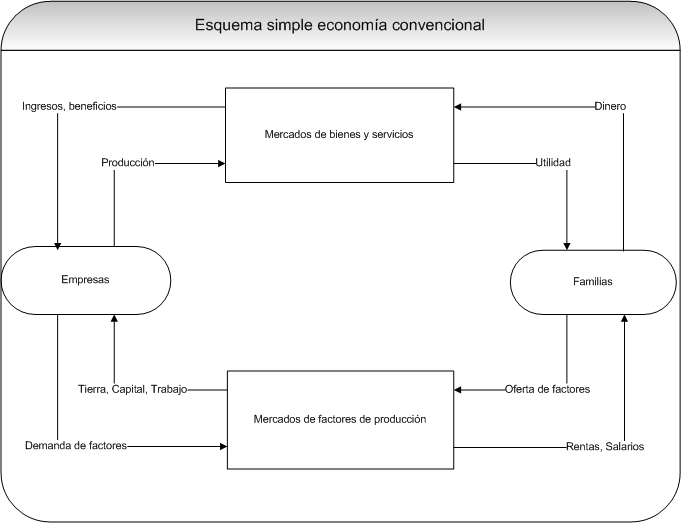
El esquema convencional del proceso económico, aislado de la naturaleza y la sociedad, representa un movimiento pendular entre la producción y el consumo y proviene de la epistemología mecanicista.

### Configuración de la noción convencional de sistema económico: nace el medioambiente

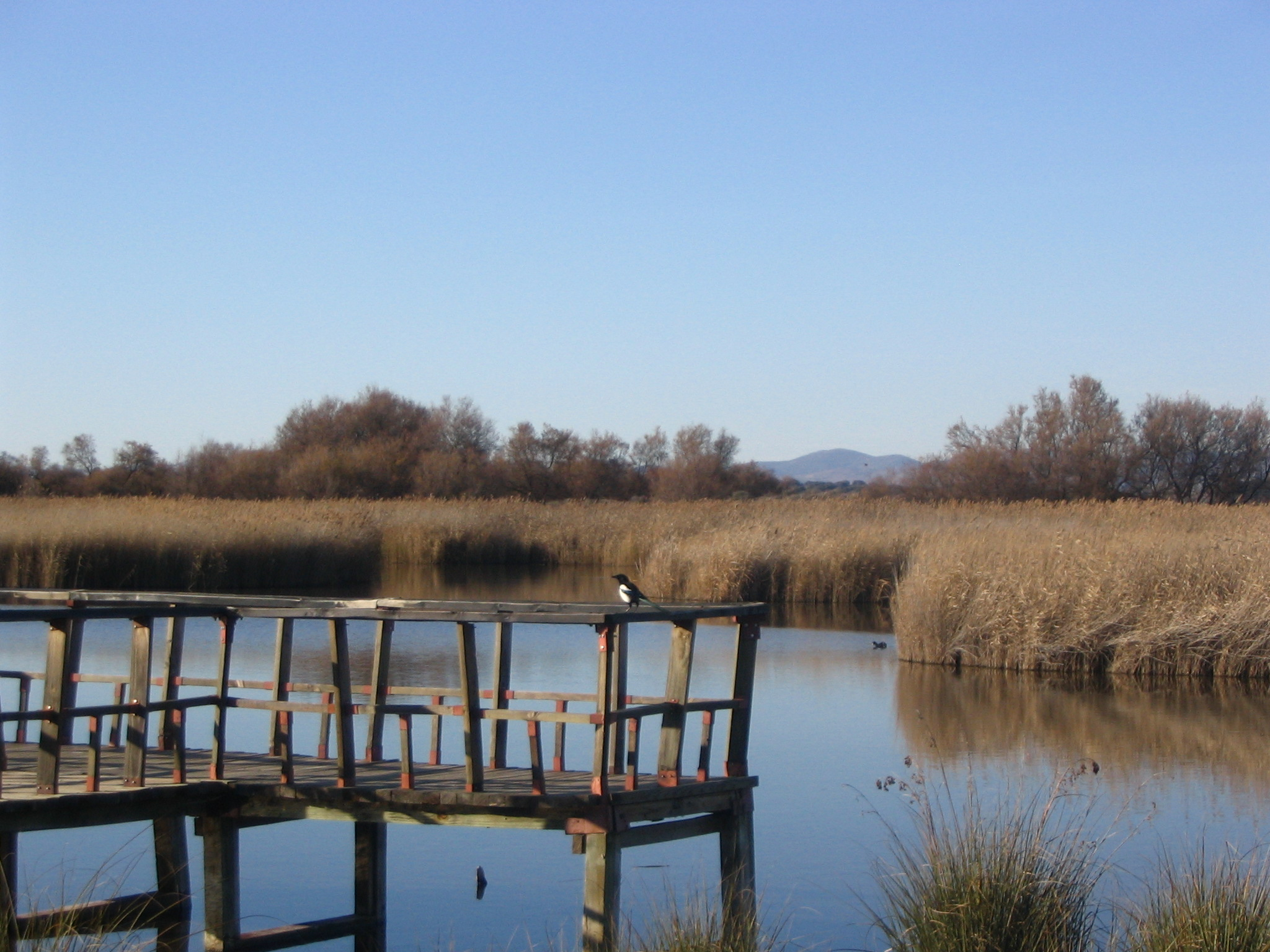
La noción de la economía convencional de que la naturaleza tiene un papel secundario en la producción comparado con el capital y el trabajo, creó la idea del medio ambiente. Contrastando con las nociones primitivas de que vivimos y dependemos de la naturaleza.

La escasez que antiguamente era de sentido común pues no había nada infinito, pasó a denotar dinero insuficiente para comprar todas las cestas de mercancías y la correspondiente necesidad de elegir, el needy man, según autores como Wolgang Sachs y Marshall Sahlins. La escasez viene determinada por la asimetría de los medios y fines.
Sahlins argumenta que, paradójicamente, la economía primitiva es de abundancia pues las necesidades son pocas y los medios para satisfacerlas están al alcance de todos, se dedica menos tiempo que hoy al trabajo y carece del afán de acumular riquezas. Las sociedades con Estado incrementaron y extendieron el afán de acumulación según Pierre Clastres. Lo que hoy denominamos trabajo no aparecía como un aspecto concreto de la sociedad y carecía de las connotaciones penosas de hoy, en cierto sentido no trabajaban. Por añadidura, un incremento en la productividad se traducía en mayor tiempo de ocio creativo.
La riqueza, que incluía todos los bienes sin precio como la luz del sol y la fertilidad de la tierra, pasó a significar dinero. Y el término producir que se entendía antiguamente como sinónimo de crear materia, tras un complejo proceso en el que se tuvo en cuenta la 1.ª ley de la termodinámica pero se ignoró la 2.ª, se redujo finalmente a revender con beneficio.

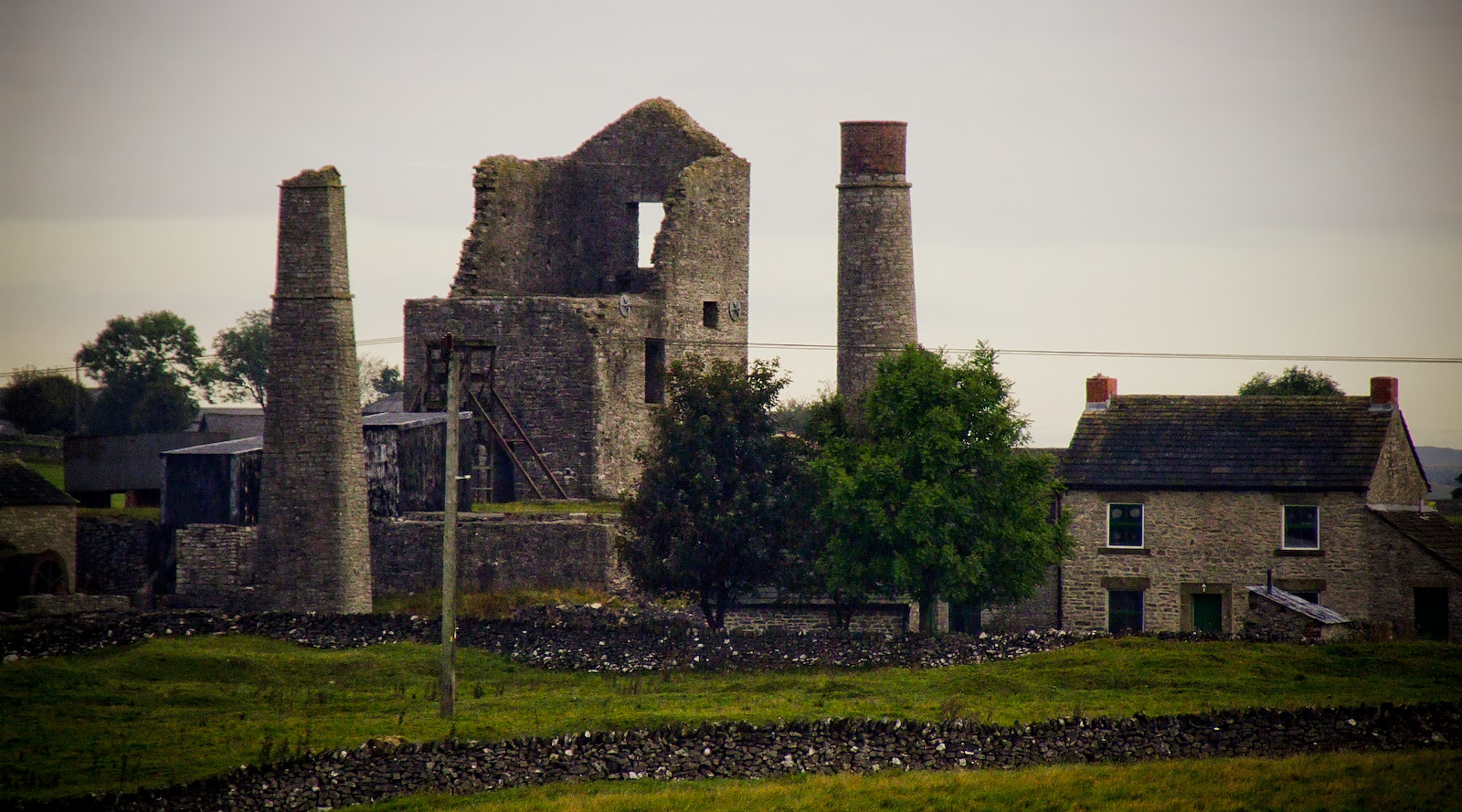
Mina abandonada, el destino de los recursos fósiles es el agotamiento, si los residuos no sobrepasan antes los límites.

El carbón, por ejemplo, se produce, es decir, es una existencia que se extrae y se vende restando los costes de sacarlo al resultado de su venta, no se tiene en cuenta el proceso natural de concentración ni su abundancia en la corteza terrestre ya que se da por supuesto que al agotarse una explotación la amortización (del equipo de extracción, la concesión y del trabajo) automáticamente permitirá sacar más carbón en una nueva mina, globalmente no se considera si físicamente existen esas nuevas minas. En esta línea se enmarca el debate sobre el techo petrolero.

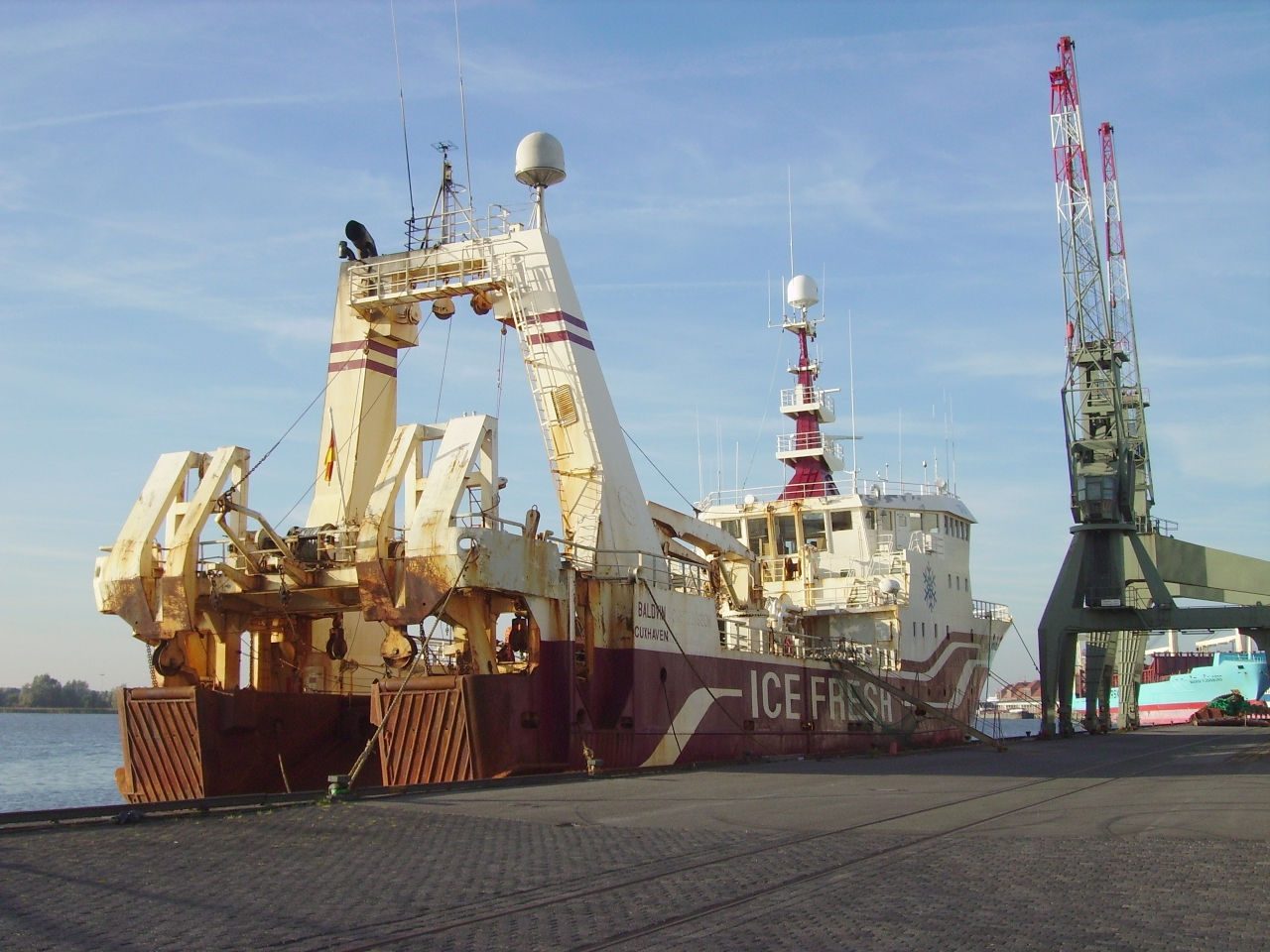
La sobreexplotación ocasionaría la destrucción de recursos renovables como la pesca.

Un ejemplo similar pero con un recurso renovable es el caso de la pesca, el exceso de capacidad extractiva de las grandes flotas de altura se transfiere de unas zonas a otras tras su colapso. El mar es en gran medida un bien de libre acceso (salvo la plataforma continental) que no debe confundirse con los bienes comunales, por lo que es racional para cada empresa el obtener el mayor rendimiento posible antes de que lo haga la competencia, conduciendo al agotamiento del recurso y al desempleo de miles de personas. Como ocurrió en Terranova, actualmente a la espera de una eventual recuperación de las existencias de bacalao. Esto no impide que en las aguas continentales su gestión no conduzca a serios problemas: En 1945 el presidente de Perú y gobiernos vecinos apoyaron la creación de la zona económica exclusiva para evitar la sobreexplotación de la pesca por extranjeros pero fueron los empresarios locales quienes la provocaron a finales de los años sesenta.
En cambio la EE reflexiona sobre: el entorno institucional que favorezca una gestión correcta y justa de los recursos, la aportación gratuita de la naturaleza mediante conceptos como el de coste físico de reposición para orientar mejor la gestión de recursos minerales, los conocimientos de las ciencias físicas y biológicas para mejorar la gestión del agua, bosques, pesquerías, etc. Por ejemplo, la energía solar absorbida por la Tierra en un año es equivalente a 20 veces la energía almacenada en todas las reservas de combustibles fósiles en el mundo y diez mil veces superior al consumo actual.

## Economía ecológica normativa

### Crecimiento económico y decrecimiento natural

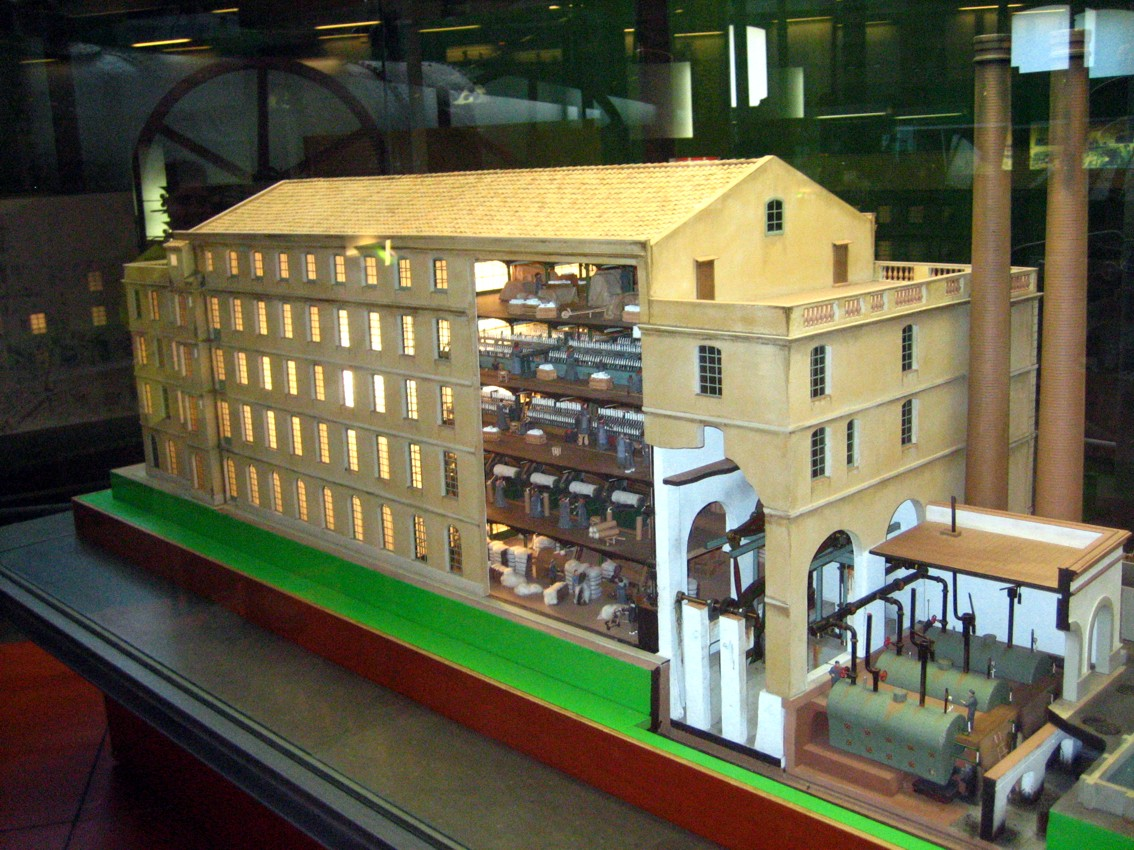
El capital está hecho de recursos naturales y los necesita para obtener un producto, generando inevitablemente residuos.

Ello contribuyó de modo formidable a magnificar los logros del Capitalismo, y posteriormente del Socialismo de Estado (que se mostró menos eficaz para fomentar el crecimiento económico), a base de ignorar el uso y ocasional agotamiento y destrucción de recursos que está en su fuente, y los residuos que necesariamente produce con los correspondientes problemas de contaminación. Y aún más al ocultar que los bienes y servicios onerosos ofrecidos por el sistema económico productivista procedían de, o sustituían pobremente, los bienes y servicios gratuitos de la naturaleza, cuya fundamental contribución al proceso económico fue minimizada o eliminada, en favor del trabajo y el capital (el capital y el trabajo también se construyen con recursos como acero o alimento).
Asimismo, Georgescu-Roegen indicó que un breve examen de la función de producción, que los economistas convencionales actualmente usan como representación del funcionamiento del sistema económico, muestra una inútil receta de ingredientes gravemente incompleta pues, según Georgescu-Roegen, da a entender que la economía puede funcionar con mínimos recursos naturales dado suficiente capital o trabajo (perfecta sustituibilidad de factores), pues despejando en una función Cobb-Douglas los recursos naturales (añadidos en la variante Stiglitz-Solow, normalmente no se representan) se pueden hacer tan pequeños como se quiera, aunque no cero.
Herman Daly criticó la «manía del crecimiento» o actitud de la teoría convencional, la cual a partir del supuesto de que las necesidades humanas son infinitas establece que la obligación del sistema es producir continuamente más en un mundo sin fin y que propone el crecimiento económico como solución a los problemas de pobreza, desempleo, inflación, desequilibrios de la balanza de pagos, agotamiento de recursos y contaminación e incluso la guerra. Problemas creados en buena parte por el propio crecimiento.
Finalmente el Capital (ciertos economistas ecológicos son contrarios a la idea de Capital Natural pues Naturaleza y Capital tienen características diferentes: los recursos no renovables no se reproducen como el Capital) es el factor que finalmente anuló a los otros en la economía convencional, de este modo habiendo capital suficiente no importaban los recursos naturales ni el trabajo. Son numerosos los economistas destacados que explícitamente negaron importancia alguna a los recursos naturales y casi todos lo hicieron implícitamente al aceptar y trabajar dentro de los límites de la noción convencional de sistema económico.
Ejemplos: Para S. Jevons, Principios de Economía 1871, los recursos naturales pueden tener utilidad potencial, pero ésta no cae dentro de la ciencia de lo económico. Solow, premio Nobel 1987, a principios de los años 70 del siglo XX dijo que el mundo podría continuar perfectamente sin recursos naturales indicando en diversas ocasiones que los recursos naturales, que no incluyó en su modelo, serían sustituidos por otras cosas o factores (capital).
Hoy en día estas afirmaciones pasadas son ignoradas y son raras las afirmaciones similares, pues pueden atraer críticas de la EE como la que Beckerman (asesor del Banco Mundial, profesor de Oxford) recibió hace unos años de H. Daly por negar que un descenso en la producción agrícola en Estados Unidos debido al cambio climático fuese importante dada la escasa contribución, en términos monetarios y porcentuales (3 %) del sector primario al PIB. Daly dijo que el sector primario es el fundamento sobre el que se levanta todo el edificio de la economía indicando que Beckerman expresó las consecuencias según el modo de pensar convencional. Tales ideas se derivan directamente del sistema de pensamiento y funcionamiento de la economía convencional, como se representa en los manuales usuales.
Economistas clásicos del siglo XIX como Malthus, Ricardo y Mill expresaron su preocupación por la existencia de límites al crecimiento que progresivamente serían abandonadas. Los trabajos de Jevons sobre el carbón quedarían la margen de sus propias consideraciones de la economía neoclásica. Las obras relativas a límites al crecimiento publicadas en los años 1970 fueron ampliamente rechazadas por la economía convencional que suponía que el progreso técnico y el capital resolverían el problema.
El marxismo, que comparte con la economía clásica las ideas de progreso, optimismo tecnológico y dominio de la naturaleza, también es considerado parte de la economía convencional por diversos autores de la EE, pues Karl Marx aceptó las categorías reformuladas y centradas en los valores de cambio de los clásicos, dichos conceptos no fueron afectados por las críticas que realizó a la economía clásica. Marx señaló que la naturaleza está relacionada con el valor de uso y centró su sistema teórico en torno al valor de cambio, marginando los aspectos físicos y biológicos de la economía a pesar de la reiteración de términos confusos como producción material, o de las pocas citas que en defensa de la naturaleza se pueden entresacar en su vasta obra. Engels por su parte rechazó explícitamente el trabajo de Podolinsky.

## Crisis local y global

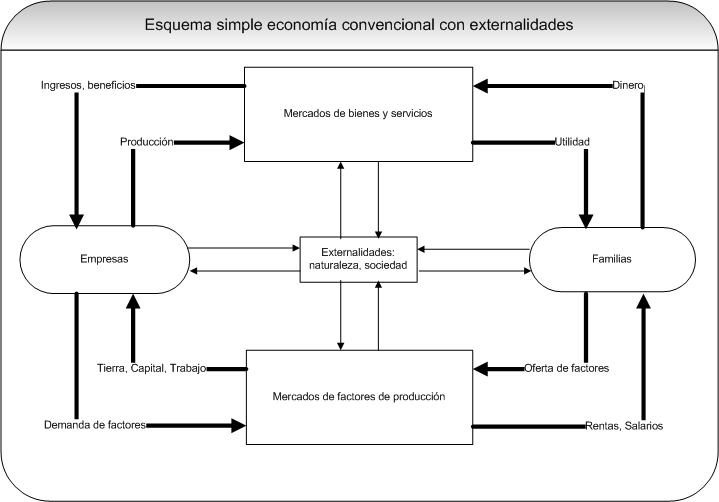
Economía convencional con externalidades, las cuales se consideran accidentes menores dentro del proceso económico convencional.

Ante las crisis energéticas, la destrucción de recursos, los problemas causados por los residuos, la presión social, la crítica interna de pioneros como Georgescu-Roegen y la evidencia de otras ciencias en estas cuestiones, los economistas convencionales se vieron obligados a desarrollar medios para tratar estos asuntos que la formalización en el siglo XIX de la naciente economía había dejado fuera de sus análisis.
Así a principios del siglo XX se incluyeron cuestiones de contaminación puntual en la noción de externalidad: daños o beneficios en la utilidad o producción que ocasiona un agente económico a otro, fuera del mercado y sin compensación económica. Un cajón de sastre teórico de multitud de aspectos positivos o negativos de diversa importancia clasificados como fallos de mercado ajenos al sistema económico tal y como lo formula habitualmente la economía convencional por no cumplir las condiciones sistematizadas por Walras.
La economía ambiental nacerá de la economía del bienestar de Pigou que trató entre otros temas, la diferencia entre el producto neto marginal social y el producto neto marginal privado debido a costes que no son tenidos en cuenta, con el ya clásico ejemplo del daño no compensado que se causa a un bosque por las chispas de una locomotora de vapor.
A la economía del bienestar se le añadió posteriormente en 1960 el problema del coste social de Coase. Hay que notar que en ocasiones se representa a Pigou y a Coase como defensores contrapuestos de la intervención del estado y del mercado capitalista respectivamente, sin embargo presentan más acuerdos que divergencias.
Sus trabajos condujeron posteriormente a la economía de los recursos naturales para la gestión óptima de los recursos que usa el sistema económico (consumo o destrucción en términos monetarios atribuidos artificialmente al no existir mercados pues la Naturaleza no es un agente económico) y la economía ambiental para la gestión de la contaminación óptima, también con precios arbitrarios (obtenidos mediante cuestionarios por ejemplo) a fin de obtener una función de coste marginal en unidades monetarias que se igualaría a los beneficios, función de beneficio privado marginal neto en unidades monetarias, para obtener analíticamente un óptimo matemático reversible.
En ambos casos con poca o nula referencia a las ciencias que pueden aportar información para su directa gestión como la biología, física... En contraste, la EE usa esos conocimientos para realizar, entre otros, el estudio de balances energéticos y análisis de flujos de energía y materiales consumidos por las economías. Por otro lado, la EE considera que los recursos y residuos están directamente relacionados. Sin el uso de los primeros no habría contaminación por lo que necesariamente ha de abarcar ambos.

### Crecimiento como desarrollo sostenible

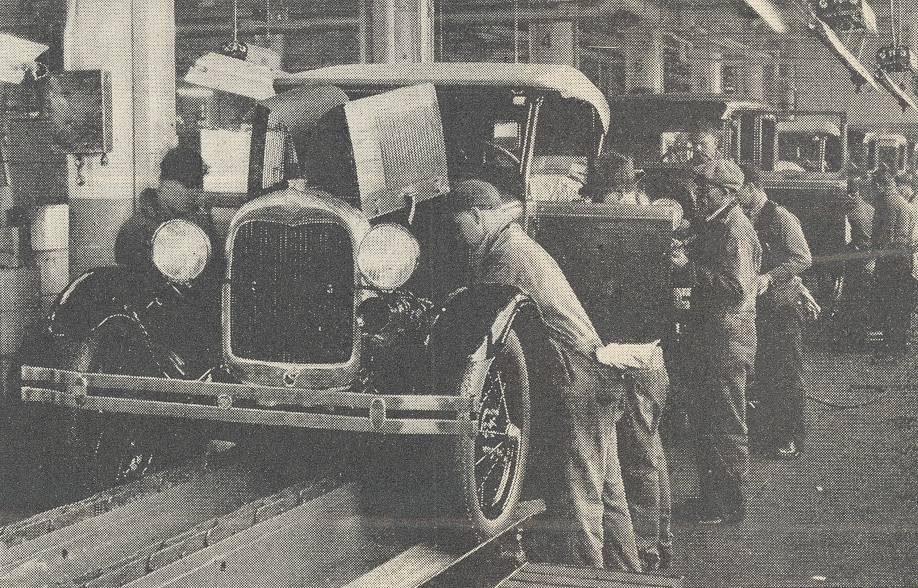
La cadena de montaje simboliza el éxito productivista del maridaje entre capitalismo e industria pero tiene un lado oculto en la destrucción ambiental, el trabajo agotador y el consumismo.

Según ciertos autores de la EE, la percepción del fracaso de la idea de crecimiento derivada de la crisis social y ambiental, provocó la proliferación de etiquetas que simulan afrontarla mientras encubren las prácticas usuales. Es el caso del término desarrollo sostenible criticado como vago (múltiples significados), hipócrita (usado para promover actividades insostenibles) y contradictorio (ignora los límites sociales y biofísicos al crecimiento o focaliza cuestiones erróneas).
Históricamente se ha considerado crecimiento y desarrollo como sinónimos. Por ello (utilitarismo) bastaba con producir mercancías de modo masivo para directamente incrementar el bienestar humano. La distribución óptima sería automática gracias a la mano invisible. La convicción actual de que crecimiento no es desarrollo cualitativo (mejora social, ambiental) deriva de la percepción del fracaso, paradójicamente fruto de su éxito productivista, de la economía convencional.
Muchos autores suelen presentar la idea de desarrollo como cambio cualitativo, el problema surge al redefinir aisladamente el desarrollo. Pues, según José Manuel Naredo, Sobre el origen, el uso y el contenido del término sostenible, la noción de desarrollo sostenible es sinónimo de crecimiento porque la modificación del significado de un concepto no reforma todo el complejo entramado de definiciones, indicadores y prácticas del sistema económico convencional al que pertenece. De este modo los manuales están estructurados de modo coherente (conceptos como riqueza, mercado, indicadores como el PIB, etc.) en torno a la idea de crecimiento.
Sin embargo, para Herman Daly, puede haber desarrollo sin crecimiento, lo que le lleva a conservar ese término pero con otro sentido dentro de su noción de estado estacionario. Es decir, lo introduce dentro de un sistema económico distinto, ya que de producirse una transición a una economía estacionaria se producirían profundos cambios: La población humana debería ser numéricamente constante y también las existencias de capital físico, ambos se mantendrían a largo plazo reduciendo la energía y materiales necesarios para reponer la población y el capital al mínimo posible.

### Respuesta de la economía ecológica

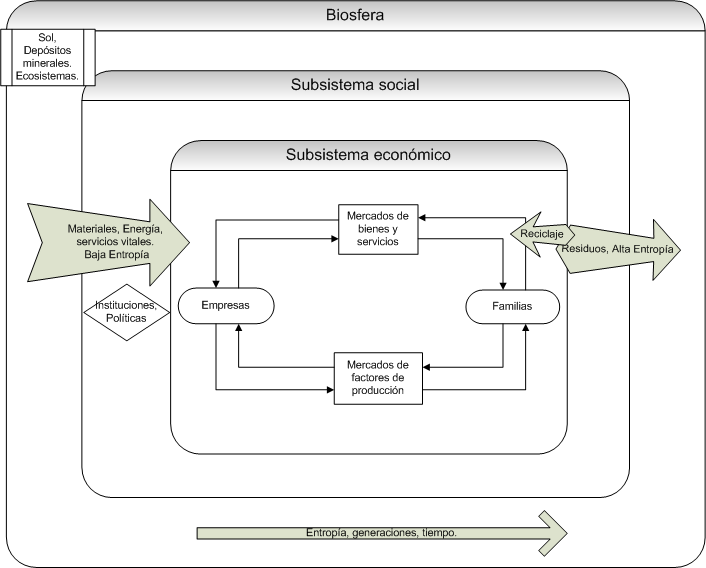
Esquema de la Economía ecológica, los recursos y energía de la naturaleza que mueven el circuito económico. La fracción reciclada ha de aumentarse cerrando los ciclos de materiales.

Se trata de remendar la red analítica que una vez dejó fuera estos aspectos (recursos, residuos, sociedad) reincorporando de modo tergiversado estos fenómenos a la economía convencional (mediante la invención de derechos de propiedad, precios y mercados) pero sin poner en discusión por qué se les dejó fuera en primer lugar, lo que revelaría su contradicción insalvable con los postulados básicos de la economía convencional. Por ejemplo, un reconocimiento explícito dentro de la economía convencional de la sustituibilidad limitada de factores rompería la coherencia del enfoque neoclásico.
Se analiza la desigualdad económica en términos biofísicos entre países centrales  y periféricos que por la división internacional del trabajo son productores de materias primas, sin tener en cuenta que venden por un menor precio las existencias creadas por la naturaleza lo que conlleva al empobrecimiento a largo plazo para aquellas sociedades que no desarrollen al mismo tiempo un sustituto renovable (nociones relacionadas: sembrar el petróleo, intercambio ecológico desigual y asimetría entre el coste físico y la valoración monetaria denominada regla del notario).
Crítica a la contabilidad macroeconómica porque considera rentas lo que en realidad es agotamiento de recursos y por ello un empobrecimiento, por contabilizar como incremento del PIB los gastos defensivos que se realizan para protegerse de los efectos del crecimiento o, directamente, porque no se puede reducir a un indicador cuantitativo la valoración del estado de la economía (Véase el apartado Limitaciones del uso del PIB). No obstante, se ha propuesto la adopción de indicadores corregidos como el PIB verde que tratarán de corregir algunos de estos fallos.
Esto hace que, según la EE, la economía de los recursos naturales y la ambiental sean de nula utilidad práctica más allá de casos muy localizados en el espacio y el tiempo, en los que se pueden crear intercambios monetarios en mercados ficticios. Es decir, casos como el ganadero que contamina el agua de un agricultor (dando por supuesto que no hay nadie o nada más perjudicado en el presente o futuro salvo ellos, que hay unos derechos de propiedad definidos, unos productos dañados al agricultor con precio de mercado, un mercado competitivo dónde realizar transacciones baratas) es la denominada negociación Coasiana. Cuya significación se reduce a recrear las características clave de los bienes económicos ya sistematizadas por Walras.
Stigler elevó la propuesta de Coase al rango de «Teorema» y la formulación habitual es que en un conflicto como el mencionado y en ausencia de costes de transacción no importa cuál de las dos partes tiene el derecho a contaminar, es suficiente con su definición clara. Aunque para los implicados tiene efectos diferentes según quién deba ser compensado, para la economía en su conjunto no importaría.

### Límites al crecimiento y decrecimiento
Se calcula que el 45 % de la población activa mundial trabaja con la biomasa agrícola y forestal aunque solo genera un 5 % del PIB mundial. Los flujos de biomasa están estrechamente ligados a los ciclos del carbono, nitrógeno, fósforo y otras sustancias y al flujo de energía trófica en los ecosistemas. La extracción y producción de biomasa está relacionada con la degradación de los ecosistemas. Únicamente la quinta parte de la superficie global tiene poca o nula interferencia humana mientras ciertos autores como Giampetro y Pimentel recomiendan la preservación de un 33 % de los ecosistemas para asegurar su estabilidad. La parte de la Producción Primaria Neta (PPN, aquella que excede las necesidades de crecimiento y mantenimiento de los productores primarios y constituye la fuente para animales y humanos) apropiada por la humanidad oscila entre el 16 % de la producción terrestre (año 2000, solo extracción terrestre sin pesca y sin tener en cuenta la pérdida de PPN debido a urbanización o agotamiento del suelo) a más del 40 % (13 % producción biomasa terrestre) según los resultados de varios estudios. Lo que a su vez plantea el problema de la escala máxima de la economía. Página web, inglés, sobre la HANPP  Según el Programa de las Naciones Unidas para el Medio Ambiente Oficina Regional para América Latina y el Caribe, una inversión del 2 % del PIB en economía verde tendría mayor rendimiento a largo plazo comparada con la economía marrón.
Sobre la base de sostener la existencia de límites al crecimiento, también hay muchos autores que apoyan abiertamente el decrecimiento (una posición más pesimista), como el propio Georgescu Roegen que afirmó tempranamente que los países desarrollados deben reducir drásticamente su consumo (también en favor de los subdesarrollados) en el uso de materiales y energía y residuos generados. Por otro lado el consumo tras superar cierto umbral, no conduce a la felicidad, ni responde en muchos casos a necesidades reales sino a deseos estimulados o creados por la propia economía, que deben ser cubiertos por mercancías o servicios de pago y permanentemente insatisfechos, para seguir funcionando. Max-Neef diferencia entre necesidades y satisfactores.
Campos que contribuyen a una integración ecológica
- agroecología
- historia ambiental
- ecología política
- agricultura ecológica
- ecología urbana
- ecología industrial
- Microbiología industrial
- Ingeniería ambiental

La economía ecológica pretende cerrar un largo período de separación entre la economía, la naturaleza y la sociedad cuyos resultados en términos de destrucción ambiental e injusticia social entiende que son evidentes.

### Economía ecológica marxista
En el diálogo entre ecología y economía marxista destacan James O´Connor, y su teoría de la segunda contradicción del capitalismo; Elmar Altvater, que estudió el fenómeno de la globalización y la crisis climática y ecológica derivada del modelo capitalista; y John Bellamy Foster, entre otros.
En esta línea de análisis, Jason W. Moore propuso el término capitaloceno en reemplazo del concepto de antropoceno, ya que señala que no son los seres humanos en su totalidad los responsables del cambio climático, sino que este deriva del modelo capitalista como sistema de acumulación de capital.